# Sidemia spilogramma
Sidemia spilogramma là một loài bướm đêm trong họ Noctuidae.